# Ramingstein
Ramingstein är en ort och kommun  i Österrike. Den ligger i distriktet Tamsweg i förbundslandet Salzburg, 230 km sydväst om huvudstaden Wien.
Kommunen består av tre orter (Ortschaften) (inom parentes invånarantal 1 januari 2024):
- Mignitz (133)
- Mitterberg (345)
- Ramingstein (584)